# Cachoeira
Cachoeira là một đô thị thuộc bang Bahia, Brasil. Đô thị này có diện tích 398,472 km², dân số năm 2007 là 31966 người, mật độ 80,2 người/km².